# 布羅克鞋

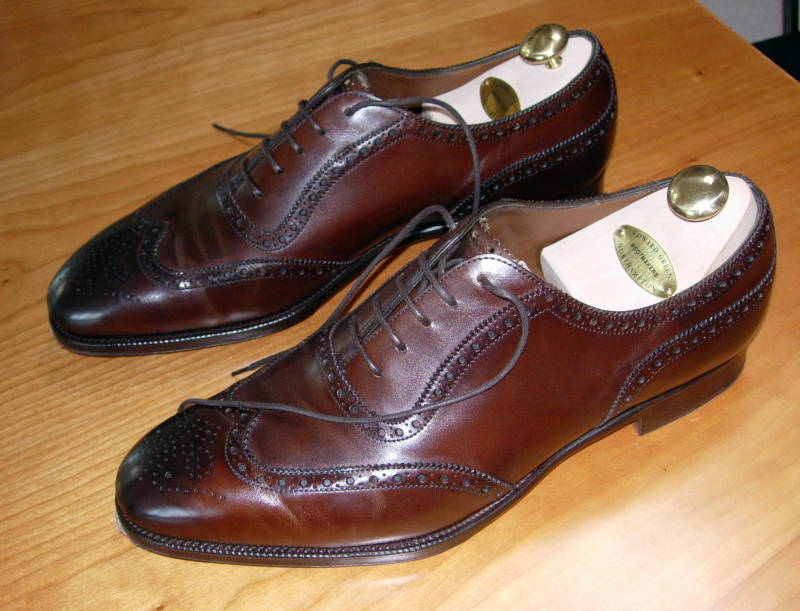
男用布羅克鞋

布羅克鞋（英語：brogue）是一種低跟鞋，以鞋面雕花和堅固的皮革鞋面而著稱。布羅克鞋起源於愛爾蘭，原本是一種戶外或鄉村用鞋，不適合作為休閒或商務用鞋。但現在布羅克鞋已廣泛用於各類場合。也有女性用的高跟布羅克鞋。

## 另見
- 牛津鞋
- 德比鞋
- 僧侶鞋